# ヤンキークエスト
『ヤンキークエスト』は、村上マコトによる日本の漫画作品。『さくらハーツ』（日本文芸社）にて、2010年12月から連載開始。同誌が2012年4月9日発売の第9号で刊行終了したことに伴い、同年8月9日から『コミックヘヴン』（同社刊）にて連載再開された。
俗に言う「ヤンキーを織り交ぜたファンタジー漫画」。主人公の暴走族総長が突然異世界へ悪魔王サタンとして召喚され、戸惑いながらも敵や怪物との戦いを描かれるバトルシーンが盛り込まれるシリアスな展開から、たびたび挿入されるギャグシーンを併せ持った作風が特徴。

## あらすじ
東日本最強の暴走族「サタン」の総長・山口二鷹（やまぐち にたか）は、チームを占めているところ、水野ツカサ（みずの ツカサ）と共に突然異世界へとたどり着く。そこにいたのは姫・リグレット。彼女が二鷹を悪魔王サタンとして召喚した本人であった。二鷹は屁理屈を言いながらも現状を受け止め、敵や怪物と戦っていく。

## 登場人物
山口二鷹（やまぐち にたか）
本作の主人公。東日本最強の暴走族“サタン”のヘッド。西日本制覇の途中リグレットに“サタン違い”で召喚された。童貞。
水野ツカサ（みずの ツカサ）
本作のヒロインの1人。暴走族“サタン”の一員。二鷹とともにオーリシアに召喚された。
リグレット
本作のヒロインの1人。異世界オーリシアにあるセシル王国の姫。大召喚士の血を受け継ぐ、氷の魔導士。帝国軍に抗う力を得るため、伝説のサタンを召喚しようとしたところ、“サタン違い”で二鷹らを召喚した。
外崎涼
暴走族“サタン”の切り込み隊長。二鷹らとは別の場所に召喚され、のちに合流を果たす。
ララ
セシル王国軍・精鋭部隊の隊長。リグレットとは幼馴染で、彼女に好意を持っているがリグレットからは幼馴染としか見られていない。重傷を負い半年間眠り続けていたが目覚め、戦列に加わる。バーサーカーの民出身であり、長のレイヤは妹。
スウ、メリン
天才双子魔導士。姉のスウが帝国軍八部衆・ロウェルによって洗脳されたため帝国軍として戦っていたが、二鷹たちの奮闘により解放、本当の笑顔を取り戻す。のちに二鷹たちと合流する。スウは炎の魔法を、メリンは水の魔法を操る。
ムムム
風の精霊王。魔王サタンの真実を知っている。

## 書誌情報
- 村上マコト『ヤンキークエスト』日本文芸社〈SH コミックス〉、既刊16巻（2023年8月29日現在）
  1. 2011年8月27日発売[3]、ISBN 978-4-537-12779-9
  2. 2012年4月28日発売[4]、ISBN 978-4-537-12880-2
  3. 2013年2月9日発売[5]、ISBN 978-4-537-12997-7
  4. 2013年9月27日発売[6]、ISBN 978-4-537-13079-9
  5. 2014年5月29日発売[7]、ISBN 978-4-537-13169-7
  6. 2015年1月29日発売[8]、ISBN 978-4-537-13258-8
  7. 2015年9月28日発売[9]、ISBN 978-4-537-13344-8
  8. 2016年6月9日発売[10]、ISBN 978-4-537-13454-4
  9. 2017年2月9日発売[11]、ISBN 978-4-537-13548-0
  10. 2017年11月29日発売[12]、ISBN 978-4-537-13661-6
  11. 2018年9月29日発売[13]、ISBN 978-4-537-13818-4
  12. 2019年8月8日発売[14]、ISBN 978-4-537-13959-4
  13. 2020年6月9日発売[15]、ISBN 978-4-537-14253-2
  14. 2022年2月28日発売[16]、ISBN 978-4-537-14475-8
  15. 2022年12月27日発売[17]、ISBN 978-4-537-14589-2
  16. 2023年8月29日発売[18]、ISBN 978-4-537-14690-5